# Lambertus Johannes Hansen

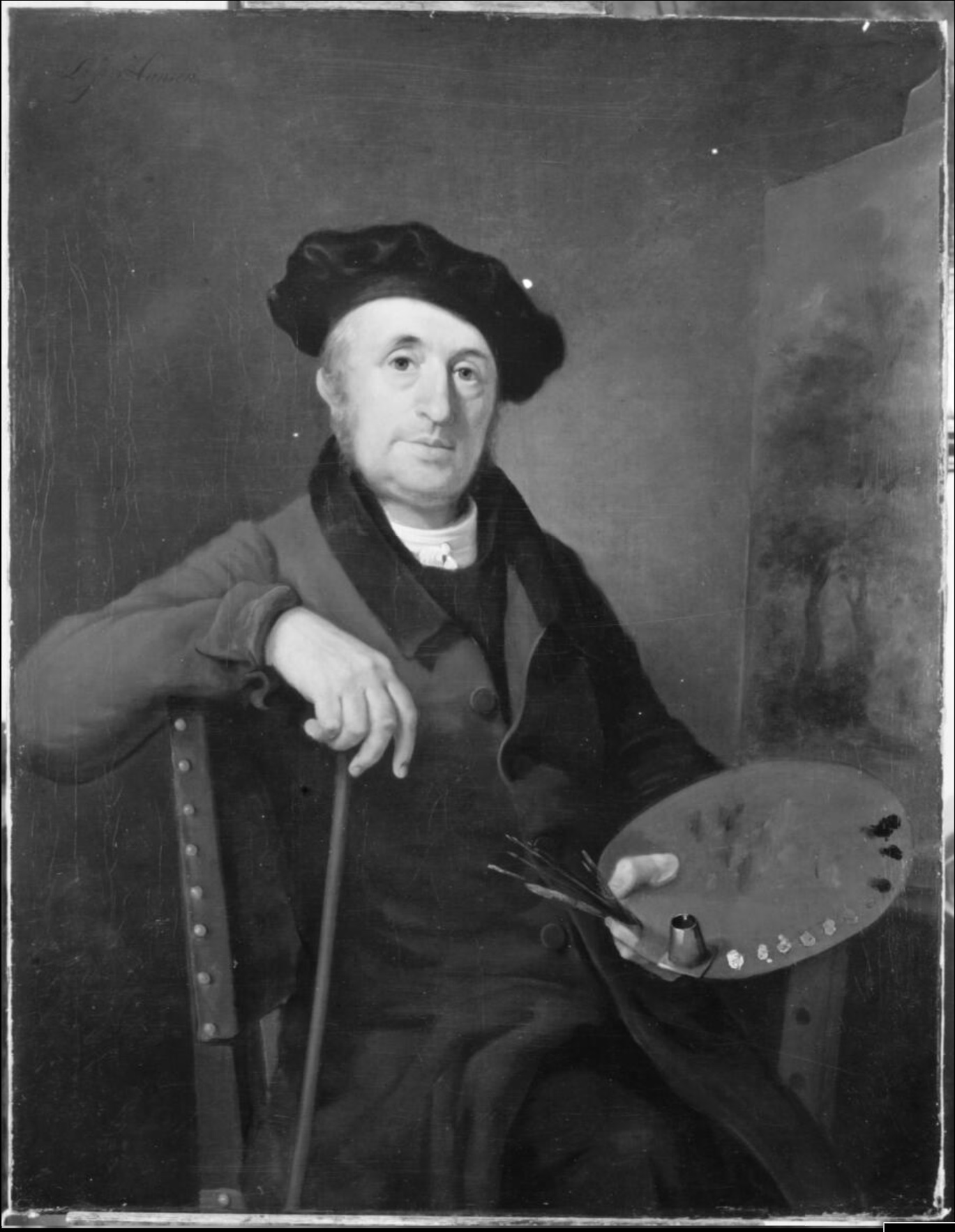
Autorretrato

Lambertus Johannes Hansen (Staphorst, 12 de agosto de 1803-Ámsterdam, 21 de abril de 1859) era un pintor holandés conocido sobre todo por sus interiores históricos.
Se casó en 1834 con Cornelia Helena Anna Christiani con la que tuvo tres hijos, y al enviudar de ella se casó en 1847 con Geertruij Meeltj Stijnis
Según el RKD era hermano de Carel II y su padre Carel Lodewijk Hansen fue su profesor. También fue alumno de Jean Augustin Daiwalle, Charles Howard Hodges, Jan Hulswit, Pieter IV Barbiers y Jan Willem Pieneman
En 1832 ganó una medalla de plata por una obra en la categoría de desnudos. En 1833 pasó a ser miembro de la  Koninklijke Akademie van Beeldende Kunsten en Ámsterdam, donde fue maestro de Hendrik Jacobus Scholten, entre otros.